# Казахстансько-вірменські відносини
Дипломатичні відносини між Казахстаном та Республікою Вірменія встановлено 27 серпня 1992 року. Обидві країни беруть активну участь у Євразійському економічному союзі, Євразійському економічному союзі, Організація Договору про колективну безпеку, Організації Договору про колективну безпеку, Співдружність Незалежних Держав, Співдружності Незалежних Держав. міжнародних структур, таких як Організація Об'єднаних Націй та ОБСЄ.

## Історія
У 1991-1992 Казахстан брав участь у врегулюванні Карабахського конфлікту.
З червня 1993 у Казахстані діє посольство Вірменії. Посольство Республіки Казахстан у Вірменії діє з березня 2007.
Президент Вірменії Роберт Кочарян відвідував Казахстан у вересні 1999 року й у листопаді 2006 року. Президент арменії Серж Саргсян з 2008 року здійснив кілька поїздок до Казахстану. Лідер Казахстану Нурсултан Назарбаєв відвідував Вірменію в травні 2001 року.
З 2018 року надзвичайним та повноважним послом Вірменії у Казахстані є Гагік Галачян. З 22 квітня 2016 року Надзвичайним та Повноважним Послом Республіки Казахстан у Республіці Вірменія є Тимур Уразаєв .

## Політичні відносини
Зі здобуттям незалежності Казахстан і Вірменія розвивають двосторонні відносини в дусі партнерства та взаємовигідного співробітництва.
Основними документами, що регламентують двосторонні відносини, є Договір про основи відносин між Республікою Казахстан та Республікою Вірменія (19 січня 1993 року) та Договір про дружбу та співпрацю між Республікою Казахстан та Республікою Вірменія, який був підписаний у ході офіційного візиту Президента Республіки Вірменія Р. Кочаряна в Республіку Казахстан (1-2 вересня 1999 року).
Договірно-правову базу між Казахстаном та Вірменією складають 23 міжнародні договори (15 міждержавних та міжурядових, 8 міжвідомчих).
9-10 червня 2017 року Президент РА С.Саргсян взяв участь у церемонії відкриття міжнародної спеціалізованої виставки «Астана ЕКСПО-2017» у м.Астана.
13-14 серпня 2017 року Прем'єр-міністр Вірменії Карен Карапетян взяв участь у засіданні Євразійської міжурядової ради ЄАЕС у м.Астані.
24-25 жовтня 2017 року Прем'єр-міністр Казахстану Сагінтаєв, Бакитжан Абдирович Бакитжан Сагінтаєв взяв участь у засіданні Євразійської міжурядової ради ЄАЕС в Єревані.

### Міжпарламентське співробітництво
Міжпарламентська взаємодія двох країн ґрунтується на традиційно високій довірчій основі та взаємній підтримці позиції та ініціатив як на двосторонній основі у форматі парламентських груп дружби, так і на майданчиках міжнародних парламентських організацій.
Керівником парламентської групи дружби «Казахстан-Вірменія» Мажиліс парламенту Казахстану є депутат Парламенту Казахстану Мамраєв, Бейбіт Баймагамбетович Бейбіт Мамраєв .
Керівником парламентської групи дружби «Вірменія-Казахстан» Національних Зборів Республіки Вірменія є депутат Національних Зборів Вірменії К. Бекарян.
За даними Національної статистичної служби Вірменії, з урахуванням проходження товарів через інші держави обсяг товарообігу між Казахстаном і Вірменією в 2018 році склав 13,5 мільйонів доларів США. Для порівняння, 2017 року товарообіг становив 8 мільйонів доларів США.

### Співробітництво в галузі освіти та науки
Досить активно здійснюється співпраця двох країн у галузі науки та освіти, що реалізується в рамках Міжурядової Угоди про співпрацю у галузі освіти та науки, підписаної у квітні . У 2016 році у вірменських ВНЗ навчалося близько 30 громадян Казахстану.
Співпраця між вченими Казахстану та Вірменії розвивається в галузі соціально-політичних наук, історії, етнології та здійснюється у формі спільних наукових досліджень, конференцій, семінарів. У ході II Всесвітнього економічного форуму молоді на тему «Покоління Global: молодіжні ініціативи для сталого економічного розвитку», що пройшов у рамках VI Астанинського економічного форуму (22-24 травня 2013 р., м.Астана), відбулося присудження Молодіжного гранту Астанінського клубу нобелівських лауреатів у сумі близько 33 тис. дол. групі молодих вчених Російсько-Вірменського університету (РАУ) на чолі із завідувачем кафедри економічної теорії та проблем економіки перехідного періоду РАУ М.Восканян. Грант було присуджено за проект під назвою «Формування інституційного середовища як фактора розвитку фінансового посередництва у країнах із перехідною економікою».
Також, у 2013 році Аграрний університет у м.Астані та Рада молодих науковців Інституту геофізики та інженерної сейсмології імені О.Назарова НАН Вірменії досягли домовленості щодо науково-дослідної співпраці у сфері сейсмічної безпеки. Зокрема, за фінансового сприяння Аграрного університету у сумі 200 тис.дол. молоді вірменські вчені НАН реалізують програму створення нової системи сейсмічної безпеки. При цьому система сейсмічної безпеки, яка буде створена в рамках програми, застосовуватиметься в обох країнах.
Крім того, в 2013 році згідно з Меморандумом про співпрацю між Євразійським національним університетом імені Л.Н.Гумільова (м.Астана) і Єреванський державний університет (Єреванським державним університетом) (ЄГУ) у Вірменії, на базі ЄГУ пройшли практику 2 казахстанських магістранта, які паралельно проводили заняття з історії Казахстану для вірменських студентів у Центрі казахської мови, історії та культури, відкритого 19 серпня при ЄГУ. Також вони провели дослідження давньокипчакських рукописів в Інституті стародавніх рукописів М. Маштоца.
28-29 вересня 2018 року з робочим візитом Єреван відвідала казахстанська делегація Євразійського національного університету ім. Л. Гумільова на чолі з ректором Єрланом Сидиковим та за участю Директора Національного центру рукописів та рідкісних книг Міністерства культури Казахстану А. Садуова. У перший день візиту в стінах Інституту стародавніх рукописів «Матенадаран» відбулася наукова конференція на тему «Роботи казахських та вірменських вчених у дослідженні вірмено-кипчацьких пам'яток писемності», у якій взяли участь казахстанські та вірменські вчені-тюркологи та сходознавці.
Головною подією конференції стало підписання Меморандуму про співпрацю між Національним центром рукописів та рідкісних книг Міністерства культури Казахстану та Інститутом стародавніх рукописів «Матенадаран» за участю керівників цих організацій. Крім того, в рамках дводенного візиту відбулися двосторонні зустрічі глави казахстанської делегації з керівниками низки міністерств та відомств Вірменії, під час яких сторони наголосили на необхідності подальшого зміцнення казахстансько-вірменських взаємин у сфері науки та культури шляхом реалізації спільних проектів.

### Співпраця у культурно-гуманітарній сфері
Культурно-гуманітарна співпраця між Казахстаном та Вірменією підкріплена Угодою про співробітництво в галузі культури (листопад 2006 р.).
З 2010 року за підтримки Посольства Казахстану у Вірменії при Кафедрі тюркології Єреванського державного університету діє Центр казахської мови, культури та історії.
7-9 жовтня 2014 року відбувся візит Міністра культури і спорту Республіки Казахстан Аристанбек Мухамедіули до Республіки Вірменія. В ході візиту відбулася зустріч з Міністром культури Вірменії Асмік Погосян, на якій було підписано Програму співробітництва у сфері культури на 2015-2016 роки.
30 листопада 2016 р. у Національній бібліотеці Вірменії відкрився Центр казахської літератури. У ході відкриття Центру відбулося підписання Меморандуму про взаєморозуміння та співпрацю між Національною академічною бібліотекою Казахстану та Національною бібліотекою Вірменії.
У єреванському кінотеатрі «Москва» 18 вересня 2017 року відбулася церемонія відкриття «Тижня казахстанського кіно» в рамках 25-річчя встановлення дипломатичних відносин між Казахстаном та Вірменією та 10-річчя відкриття Посольства в Єревані. У відкритті взяли участь Голова Союзу кінематографістів Вірменії Рудольф Ватинян, Посол Казахстану у Вірменії Тимур Уразаєв та виконавець головної ролі у фільмі «Шал» Єрболат Тогузаков. Подивитися фільм також прийшли представники міністерств та відомств Вірменії, дипломатичного корпусу, вірменська творча інтелігенція, студенти та представники вірменської діаспори Казахстану.
4-10 липня 2018 р. Посольство Казахстану у Вірменії на майданчику трьох станцій столичного метро - «Площа Республіки», «Молодіжна» та «Баграмяна» організувало фотовиставку під назвою «Столиці світу: від Астани до Єревану», присвячену 20-річчю Астани та 2800-річчю Єревана.
28 вересня 2018 року у рамках візиту делегації Євразійського Національного університету ім. Л. Гумільова відбувся літературно-музичний вечір «Абаєвські читання в Єревані», участь у якому взяли представники творчої та літературної інтелігенції Казахстану та Вірменії.
Загалом представники культури та мистецтва двох країн регулярно проводять зустрічі на різних міжнародних та регіональних конкурсах, концертах та інших заходах.
Співпраця Казахстану та Вірменії у культурно-гуманітарній сфері сприяє зміцненню взаєморозуміння та дружніх відносин між двома народами.

## Вірмени в Казахстані
Формування вірменської громади Казахстану почалося після входження Центральна Азія до Центральної Азії до складу Російської імперії. Чисельність вірменського населення зросла за радянських часів, коли почалося активне будівництво промислових підприємств.
Вірмени проживають в основному в таких містах, як Караганда, Алма-Ата, Павлодар. На сьогоднішній день у Казахстані живуть 20-25 тисяч вірмен. Функціонують кілька недільних шкіл, де навчаються 300-400 осіб.
З 2004 року діє створена в Алма-Аті Асоціація культурних центрів РК «Наїрі», керівником якої є А. Карапетян.
Вірменська громада бере активну участь у житті Казахстану, зокрема у роботі Ассамблеї народу Казахстана.

## Посли Казахстану у Вірменії
1. Т. Уразаєв з 29 березня 2016

## Посли Вірменії у Казахстані
1. Хуршудян, Едуард Шагенович (1999-2004),
2. Хачатрян, Левон (2005–2008) ,
3. Газарян Василь (2008-2013) ,
4. Саакян, Ара Акопович (2013-2018) ,
5. Галачян, Гагік Кімович (from 2018)

## дипломатичні представництва
- Вірменія має посольство в Астані.
- Казахстан має посольство в Єревані.